# 창업스타
《창업스타》는 SBS TV로 방송된 텔레비전 프로그램이며 2015년 7월 3일부터 2015년 8월 28일까지 방영되었다.

## 기획 의도
미래창조과학부와 중소기업청이 주관하는 <2015년 창조경제대상 : 아이디어 창업경진대회>를 통해 창업에 대한 새로운 트렌드를 제시하는 프로그램.

## 방송 안내
SBS, TJB, CJB, TBC, UBC, JTV, KBC, JIBS, G1, KNN - 금요일 저녁 6시 15분

## 출연자

### 진행자
- 서경석
- 전현무
- 장예원

### 고정 게스트
- 김영철
- 조정치
- 허영지
- 산들
- 허경환
- 줄리안 퀸타르트
- 김서연

## 같이 보기
- KBS 2TV 뮤직뱅크 (경쟁 프로그램)
- MBC 생방송 오늘 저녁 (경쟁 프로그램)
- KBS 1TV 6시 내고향 (경쟁 프로그램)
- TV조선 이슈 해결사 박대장 (경쟁 프로그램)
- JTBC JTBC 정치부회의 (경쟁 프로그램)
- 채널A 채널A 뉴스 TOP 10 (경쟁 프로그램)
- MBN MBN 뉴스와이드 (경쟁 프로그램)